# Trirhabda canadensis
Trirhabda canadensis ist ein Käfer aus der Familie der Blattkäfer. Sein Verbreitungsgebiet erstreckt sich über den Norden der Vereinigten Staaten und den Süden von Kanada.
Das kleine phytophage Insekt lebt vor allem in den großen Präriegebieten, wo es oft auf Blättern von Goldruten anzutreffen ist. Es erreicht ca. 8 mm Länge.

## Merkmale
Die Fühler erreichen 3/4 der Körperlänge. Die Fühlerbasis, das erste Fühlerglied und die drei nächsten Fühlerglieder sind gelb mit schwärzlichen Enden. Die Farbe der folgenden Fühlerglieder verdunkelt sich zu einem matten Schwarz. Der Kopf ist leicht konisch, nur leicht breiter als lang und verziert mit drei schwarzen Flecken auf der Oberseite. Die Mundwerkzeuge sind dunkel gefärbt, die Augen schwarz, von mittlerer Größe und leicht hervorspringend. Das Pronotum ist größer als der Kopf, und in der Mitte eingedrückt, es wird von drei dicken schwarzen Punkten geschmückt.
Geschlossen nehmen die Deckflügel die Form eines Spitzbogens an, wobei die Außenlinien konvex sind. Auch sie sind mit drei schwarzen Längsbändern gezeichnet, die am Körperende zusammenlaufen, was ein spezielles Merkmal der Art ist. Die Füße sind gelbbraun, etwas dunkler an der Basis der Glieder. Die Schiene ist mit einem dünnen längsverlaufenden dunkelbraunen Band gezeichnet.

## Ähnliche Arten
Trirhabda canadensis wird mit einigen anderen Arten leicht verwechselt. Dazu gehören:
- Trirhabda borealis mit schmalerer Bänderung;
- Trirhabda adela, eine Art, die im Süden von Québec verbreitet, jedoch seltener ist;
- Trirhabda virgata mit einer Bänderung, die nicht am Körperende zusammenläuft.

## Galerie

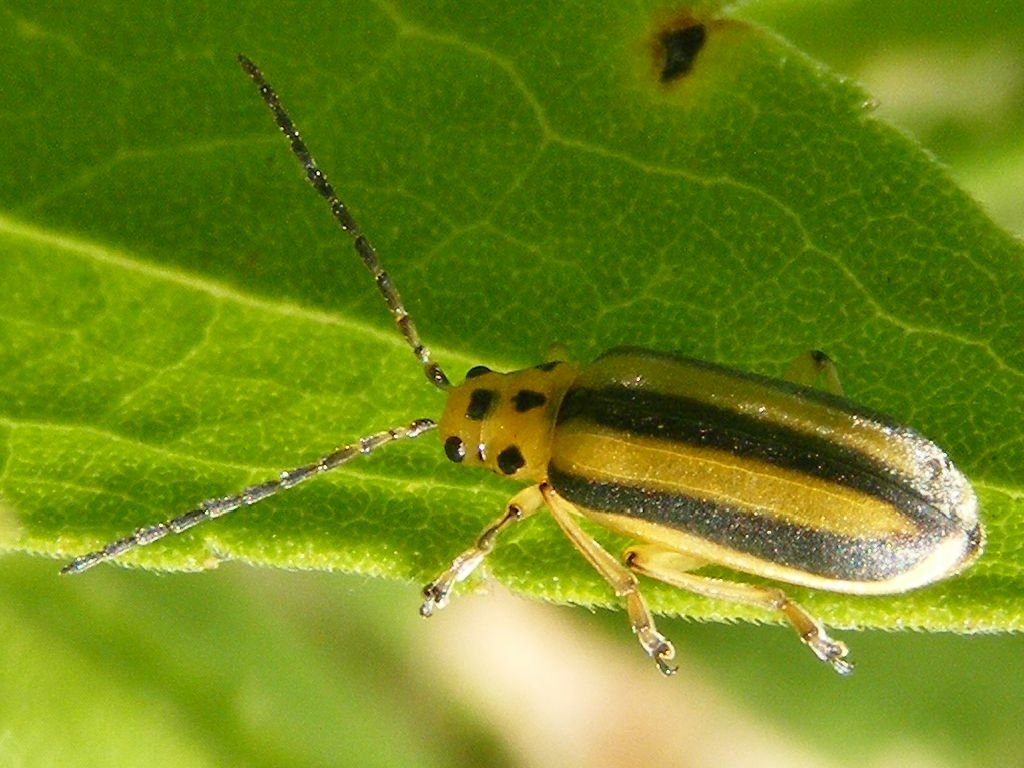
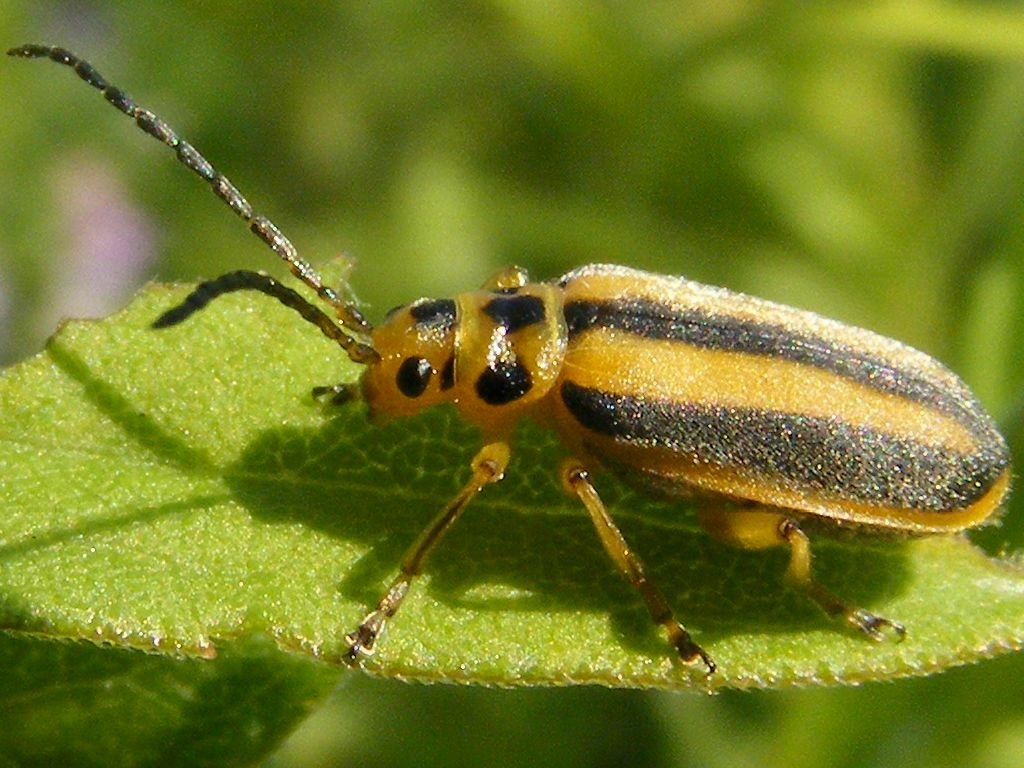
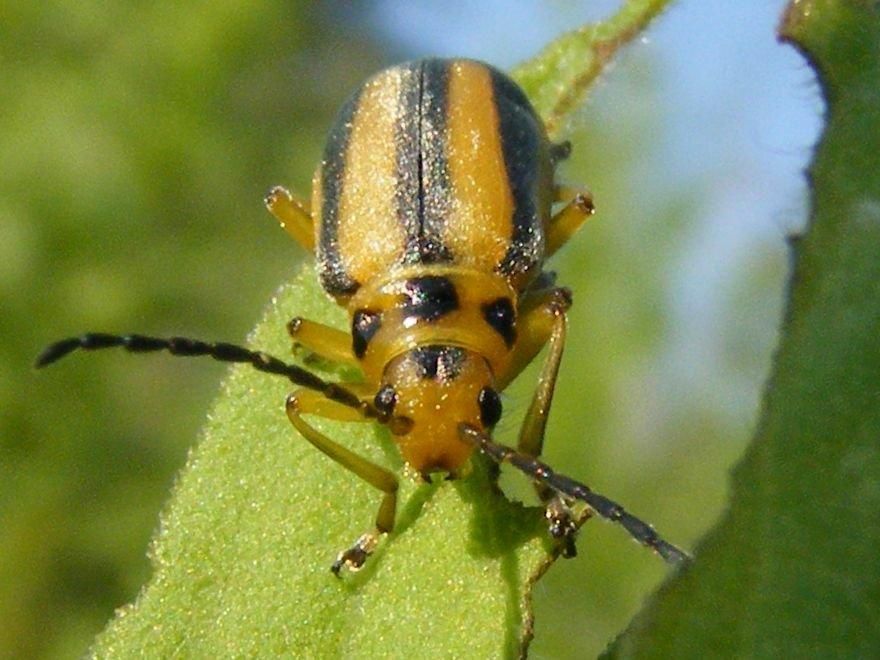

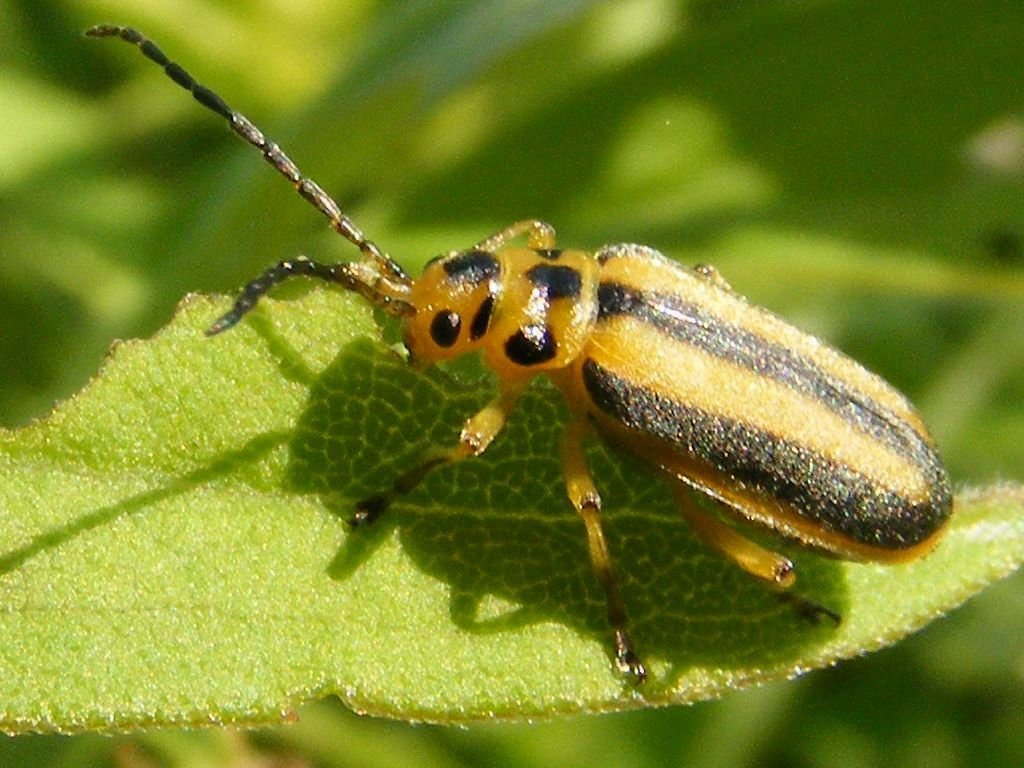
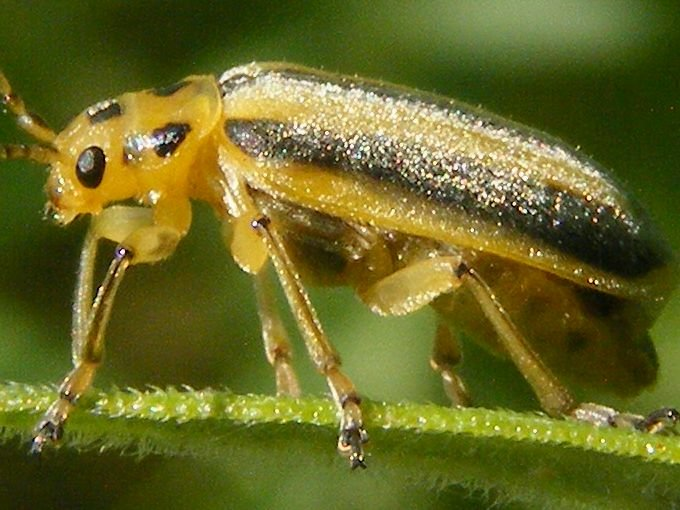
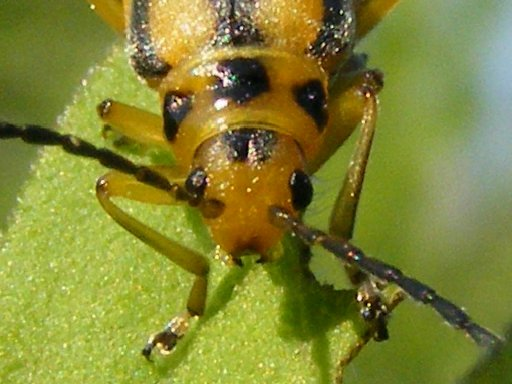